# Kozar
Kozar (mađ. Nagykozár, nje. Kosar) je selo u južnoj Mađarskoj.
Zauzima površinu od 11,60 km četvornih.

## Zemljopisni položaj
Nalazi se na 46° 4' sjeverne zemljopisne širine i 18° 20' istočne zemljopisne dužine. Pečuh je 1 km zapadno, Bogadin je 1 km sjeverno, Rumenja je 2 km sjever-sjeveroistočno, Prekad je 4 km sjeveroistočno, Berkuš je 6 km istočno, Elen (Lenda) je 3,5 km istočno, Šaroš je 2,5 km jugoistočno, Mišljen je 2 km jugozapadno, a Semelj je 4 km južno.

## Upravna organizacija
Upravno pripada Pečuškoj mikroregiji u Baranjskoj županiji. Poštanski broj je 7741.

## Povijest
Do 1740. godine su u Kozaru živjeli Hrvati i Mađari, a nakon te godine se u ovom selu pojavljuju i Nijemci.
1930. godine su u Kozaru prema ondašnjim mađarskim statistikama živjela: 462 Nijemca, 394 Šokca, 144 Mađara, 1 Hrvat i 2 ostala.
1949. godine je u Kozaru utemeljen prvi državni Južnoslavenski dječji vrtić u kojem se program neprekidno odvijao na hrvatskom jeziku, a od 2003. godine postoje zanimanja i na njemačkom.

## Stanovništvo
Kozar ima 1589 stanovnika (2001.).
U Kozaru danas djeluje jedinica hrvatske manjinske samouprave.
Mjesni Hrvati pripadaju skupini Šokaca.

## Vanjske poveznice
- (mađ.) Nagykozár Önkormányzatának honlapja
- (engl.) Kozar na fallingrain.com